# Live Licks
Live Licks er et dobbelt live album fra The Rolling Stones, og det blev udgivet i 2004. Det kom seks år efter No Security, det syvende Rolling Stones live udgivelse. Albummet stammede fra bandets årelange Licks Tour i 2002 – 2003, der udsprang fra Forty Licks. 

## Historie
Da det var et dobbelt album – deres første af den slags siden Love You Live i 1977 – besluttede bandet at dele det ind i to forskellige kategorier. Den ene indeholdte de kendte klassikere, og den anden de mindre kendte, men stadig vær at tage med.  En af gæstesangerne var Sheryl Crow der optrådte på "Honky Tonk Women", mens Solomon Burke sang sin egen version af "Everybody Needs Somebody To Love", som The Rolling Stones originalt coveret på The Rolling Stones No. 2 fra 1965.
Da de ikke var bange for kritik udgav The Rolling Stones Live Licks med to forskellige forsider. Begge havde The Rolling Stones logo som var en tunge, men på den ene var kvinden uden bikini top. Dette var den engelske version. Begge cover var inspireret af Anime. 
Live Licks blev udgivet i november 2004, og fik en god modtagelse. Nogle kaldte dette deres bedste live udgivelse siden 1970ernes Get Yer Ya-Ya's Out! The Rolling Stones in Concert. Live Licks blev nummer 38. i England, og 50. i USA, selvom den solgte guld (500.000 minimum).

## Spor
Alle sangene er skrevet af Mick Jagger and Keith Richards udtaget hvor andet er påført. 

### Disc 1
1. "Brown Sugar" – 3:50
2. "Street Fighting Man" – 3:43
3. "Paint It, Black" – 3:45
4. "You Can't Always Get What You Want" – 6:46
5. "Start Me Up" – 4:02
6. "It's Only Rock 'n' Roll" – 4:54
7. "Angie" – 3:29
8. "Honky Tonk Women" – 3:24 
  -  Med Sheryl Crow på vokal.
9. "Happy" – 3:38
10. "Gimme Shelter" – 6:50
11. "(I Can't Get No) Satisfaction" – 4:55

### Disc 2
1. "Neighbours" – 3:41
2. "Monkey Man" – 3:41
3. "Rocks Off" – 3:42
4. "Can't You Hear Me Knocking" – 10:02
5. "That's How Strong My Love Is" (Roosevelt Jamison) – 4:45
6. "The Nearness of You" (Hoagy Carmichael/Ned Washington) – 4:34
7. "Beast of Burden" – 4:09
8. "When the Whip Comes Down" – 4:28
9. "Rock Me, Baby" (B.B. King/Joe Bihari) – 3:50
10. "You Don't Have to Mean It" – 4:35
11. "Worried About You" – 6:01
12. "Everybody Needs Somebody to Love" (Solomon Burke/Jerry Wexler/Bert Russell) – 6:35 
  - Med Solomon Burke på vocal.
13. "If You Can't Rock Me" (Japanese Bonus Track)